# Ефимьев, Дмитрий Владимирович
Дмитрий Владимирович Ефимьев (1768 — 1804) — российский военный, артиллерийский полковник.

## Биография
Воспитанник 1-го кадетского корпуса.
Автор одной из лучших «слезных» комедий XVIII века: «Преступник от игры, или Братом проданная сестра» (Санкт-Петербург, 1788, 1790, 1793 и Орел, 1821). Достоинство её состоит в нескольких сценах, частью трогательных, частью комических, в известной доле остроумия и в удачных стихах. Ефимьев написал ещё комедии: «Следствие братом проданной сестры» и «Вояжер», которые были играны, но не напечатаны.